# 館林都市圏
館林都市圏（たてばやしとしけん）は、群馬県館林市を中心とする都市圏である。

## 定義
一般的な都市圏の定義については都市圏を参照。

### 「10%都市圏」（通勤圏）
- 館林市を中心市とする都市雇用圏（10%通勤圏）の人口は10万5523人（2005年国勢調査基準）。
- 中心DID（人口集中地区）人口は3万8851人（2010年）。

#### 都市圏の変遷
| 自治体 ('80) | 1980年                | 1990年                 | 1995年                 | 2000年                 | 2005年                 | 2010年                 | 2015年                 | 自治体 ('15) |
| ------------ | --------------------- | ---------------------- | ---------------------- | ---------------------- | ---------------------- | ---------------------- | ---------------------- | ------------ |
| 館林市       | 館林 都市圏 9万6083人 | 館林 都市圏 10万2533人 | 館林 都市圏 10万3645人 | 館林 都市圏 10万6033人 | 館林 都市圏 10万6645人 | 館林 都市圏 10万5523人 | 館林 都市圏 10万2726人 | 館林市       |
| 板倉町       | 館林 都市圏 9万6083人 | 館林 都市圏 10万2533人 | 館林 都市圏 10万3645人 | 館林 都市圏 10万6033人 | 館林 都市圏 10万6645人 | 館林 都市圏 10万5523人 | 館林 都市圏 10万2726人 | 板倉町       |
| 明和村       | 館林 都市圏 9万6083人 | 館林 都市圏 10万2533人 | 館林 都市圏 10万3645人 | 館林 都市圏 10万6033人 | 館林 都市圏 10万6645人 | 館林 都市圏 10万5523人 | 館林 都市圏 10万2726人 | 明和町       |

- 1998年10月1日 明和村が町制施行し明和町となる。